# Nicholas Trist

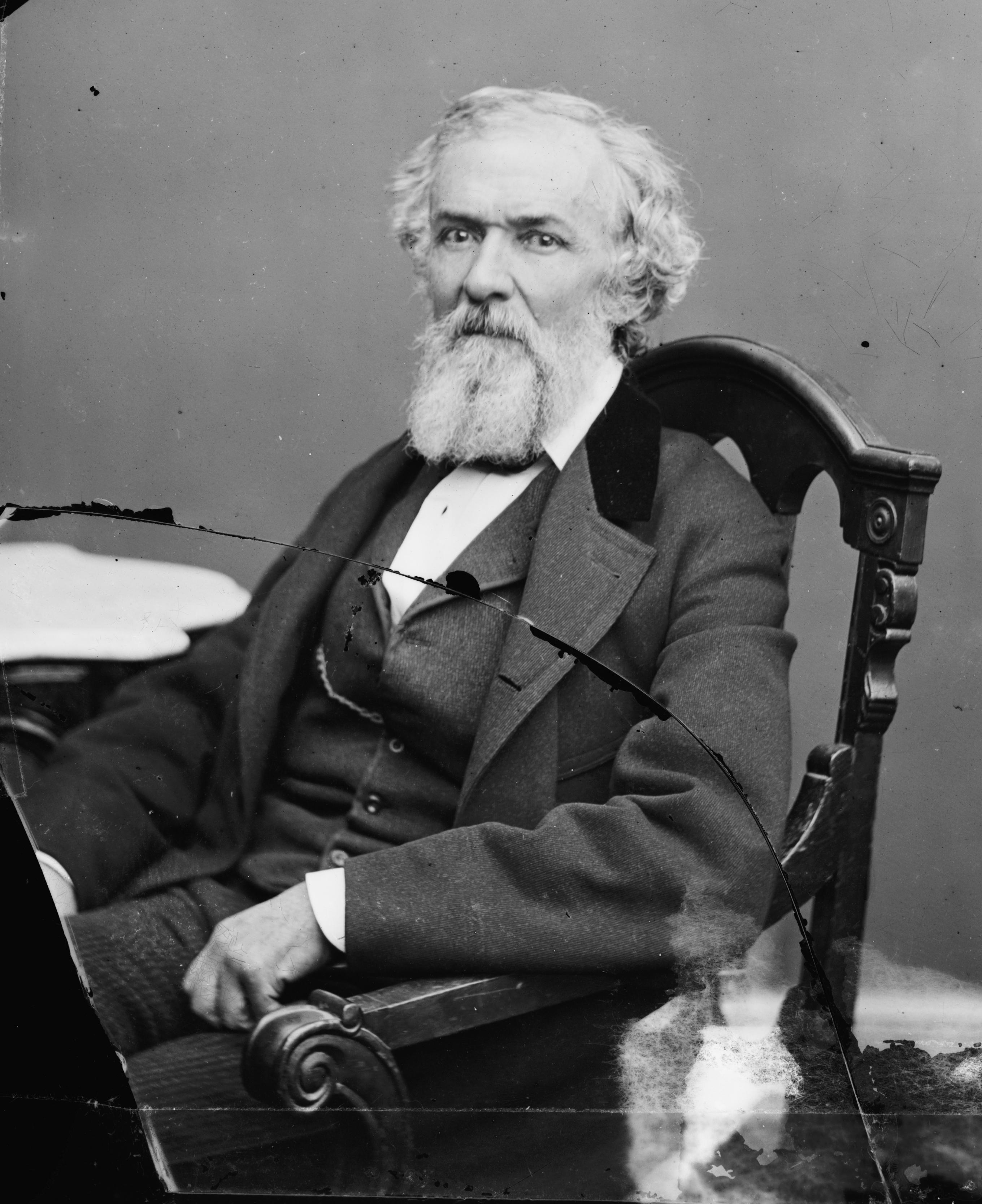
Nicholas P. Trist

Nicholas Philip Trist (* 2. Juni 1800 in Charlottesville, Virginia; † 11. Februar 1874 in Alexandria, Virginia) war ein US-amerikanischer Diplomat.

## Leben und Wirken
Trist wurde am 2. Juni 1800 in Charlottesville geboren. Er besuchte West Point und studierte Recht bei Thomas Jefferson, dessen Enkelin Virginia Jefferson Randolph er heiratete. Zeitweise war er auch der Privatsekretär Andrew Jacksons.
1833 wurde Trist Konsul in Havanna, Kuba. Als Befürworter der Sklaverei war er in illegalen Sklavenhandel verwickelt. Es kam zu einer Untersuchung durch den Kongress, die mit Trists Abberufung aus Kuba endete. Während des Mexikanisch-Amerikanischen Kriegs sandte Präsident James K. Polk ihn nach Mexiko, um einen Waffenstillstand mit der dortigen Regierung auszuhandeln. Unzufrieden mit seinem Vorgehen berief Polk ihn zurück. Trist ignorierte die Anweisung und schloss am 2. Februar 1848 den Vertrag von Guadalupe Hidalgo, in dem die Mexikaner gegen die Zahlung von 15 Mio. US-Dollar (in heutiger Kaufkraft rund 532 Mio. US-Dollar) und die Übernahme mexikanischer Schulden bei Amerikanern den Rio Grande als Grenze von Texas akzeptierten und ein 1,36 Mio. km² großes Gebiet abtraten, das im Westen die heutigen Staaten Arizona, Kalifornien, Nevada, New Mexico, Utah sowie einen kleinen Teil Wyomings umfasst.
Nach seiner Rückkehr nach Washington, D.C. wurde er wegen Insubordination entlassen und seine Spesen bis 1871 nicht ausgezahlt.
Trist starb am 11. Februar 1874 in Alexandria.